# SS William W. Gerhard
La SS William W. Gerhard fu una nave della classe Liberty Ship, costruita in seguito all’approvazione del programma di costruzione navale di emergenza su indicazione della US Maritime Commission - War Shipping Administration (WSA). Progettata come nave trasporto merci, fu subito impiegata come nave trasporto militare insieme ad altre 2.700 navi mercantili. Costruita in brevissimo tempo presso i cantieri Bethlehem-Fairfield Shipyards di Baltimora (Maryland), come risulta dal  Lloyd's Register del 1943., entrò in servizio nel maggio 1943.

## L'affondamento nelle acque italiane
La Gerhard partì per il suo ultimo viaggio da Casablanca il 14 settembre 1943, il 19 settembre giunse a Malta dove si rifornì per poi proseguire alla volta di Salerno. A bordo c'erano 81 membri di equipaggio, trasportava 191 soldati inglesi con un carico di 1440 tonnellate tra munizioni e carburante. La mattina del 21 settembre l'U-Boot tedesco U-593, con al comando il Tenente Gerd Kelbling, intercettò il convoglio con il cargo statunitense, e alle ore 09.10 e alle 09.14 del 21 settembre 1943, lanciò due siluri che colpirono la Gerhard sotto la linea di galleggiamento danneggiandola seriamente. La Gerhard fu subito soccorsa dalle navi USS Moreno, USS Narragansett e dalla HMS Weazel. Nonostante l'enorme falla e gli incendi a bordo, si cercò di mantenerne la galleggiabilità, ma fu impossibile salvarla. Alle ore 22,55 del 22 settembre del 1943, nel punto nave 40°05'N, 14° 43'E - Grid CJ 9132, ci fu un violento scoppio, causato dalle fiamme che raggiunsero un deposito di munizioni. Il mercantile si spezzò in due tronconi: la parte anteriore affondò rapidamente mentre la poppa, che ancora galleggiava, fu cannoneggiata dalle unità rimorchianti. L’affondamento causò la morte di 2 membri dell’equipaggio e nove feriti furono trasportati sulla nave ospedale HMHS Vita.

## Il ritrovamento del relitto
Nel mese di agosto del 2019, il sub ligure Andrea Bada, insieme ad uno team di ricercatori di relitti, rintraccia al largo di Salerno la nave da guerra americana ad una profondità di 184 metri.